# Segunda División Extremeña
La Segunda División Extremeña es una división regional de fútbol de la comunidad autónoma de Extremadura, regida por la Federación Extremeña de Fútbol.

## Sistema de liga

##### 1ª FASE
Liga a doble vuelta. (5 grupos).

##### 2ª FASE
El campeón de grupo con mejor coeficiente asciende directamente a Primera División Extremeña. Los otros cuatro equipos campeones de grupo se enfrentarán entre sí en una eliminatoria a ida y vuelta, donde los encuentros serán elegidos por medio de un sorteo. Los dos equipos que ganen dicha eliminatoria ascenderán de categoría.
A la misma vez los equipos de cada grupo que ocupen la segunda, tercera, cuarta y quinta posición se clasificarán para la fase de ascenso. En esta fase se emparejará mediante sorteo a los segundos contra los quintos y a los terceros contra los cuartos disputándose la ida en el campo del peor clasificado. Los equipos que logren vencer en esta eliminatoria pasarán a una segunda ronda donde también entrarán los clubes que perdieron en la ronda de campeones. En esta última fase se disputarán dos rondas donde los vencedores de ambas lograrán el ascenso a la Primera División Extremeña. El sorteo emparejará hasta donde sea posible equipos de diferente grupo y posición en la tabla.

## Temporadas anteriores

### Equipos 2012-13
| Grupo 1                      |
| ---------------------------- |
| AD Santa Quiteria            |
| CD Badajoz 1905              |
| AD Villar del Rey Industrial |
| CD La Codosera               |
| CD La Roca                   |
| SC Cerro de Reyes            |
| CF San Jorge                 |
| CD Gévora                    |
| CD La Albuera-Faesal         |
| CP Brocense                  |
| CP Valencia de Alcántara     |
| EF Peña el Valle             |
| AD Torremejía Tierra Barros  |
| EF Higuera de Vargas         |

| Grupo 2                     |
| --------------------------- |
| CD Alfar-Salvatierra        |
| UD Fornacense               |
| CD Vadesa                   |
| CP Guareña                  |
| CD Ilipense-Zalamea Surocer |
| CP Belenense                |
| CD Don Álvaro               |
| Real Higuera CF             |
| UP Segureña                 |
| UD Bienvenida               |
| Atlético Vivero FC          |
| CD Usagre                   |
| CP Gran Maestre             |
| CD Monterrubio              |

| Grupo 3                 |
| ----------------------- |
| AD Siruela              |
| AD Zurbarán             |
| CD Metelinense          |
| CD Esparragosa de Lares |
| Logrosán CF             |
| CD Ruecas               |
| CD Torviscal            |
| Valdecaballeros UD      |
| CP Rena                 |
| CPVO San Bartolomé      |
| SP Castilblanco         |
| UD Plus Ultra           |
| CD Valdehornillos       |
| CD Zoriteño             |

| Grupo 4                       |
| ----------------------------- |
| AD Jaraicejo                  |
| AD La Serradilla              |
| AD Majadas                    |
| AD U.D.A.                     |
| CP Moraleja Cahersa           |
| CF Piornal                    |
| Las Hurdes Destino Natural CF |
| AD Torrejoncillo              |
| CD Ciconia Negra B            |
| CP Hervás                     |
| Jarandilla CF                 |
| EF Almaraz                    |
| CF Villanueva                 |
| CP Losareño                   |

| Grupo 1                      |
| ---------------------------- |
| AD Santa Quiteria            |
| CD Badajoz 1905              |
| AD Villar del Rey Industrial |
| CD La Codosera               |
| CD La Roca                   |
| SC Cerro de Reyes            |
| CF San Jorge                 |
| CD Gévora                    |
| CD La Albuera-Faesal         |
| CP Brocense                  |
| CP Valencia de Alcántara     |
| EF Peña el Valle             |
| AD Torremejía Tierra Barros  |
| EF Higuera de Vargas         |

| Grupo 2                     |
| --------------------------- |
| CD Alfar-Salvatierra        |
| UD Fornacense               |
| CD Vadesa                   |
| CP Guareña                  |
| CD Ilipense-Zalamea Surocer |
| CP Belenense                |
| CD Don Álvaro               |
| Real Higuera CF             |
| UP Segureña                 |
| UD Bienvenida               |
| Atlético Vivero FC          |
| CD Usagre                   |
| CP Gran Maestre             |
| CD Monterrubio              |

| Grupo 3                 |
| ----------------------- |
| AD Siruela              |
| AD Zurbarán             |
| CD Metelinense          |
| CD Esparragosa de Lares |
| Logrosán CF             |
| CD Ruecas               |
| CD Torviscal            |
| Valdecaballeros UD      |
| CP Rena                 |
| CPVO San Bartolomé      |
| SP Castilblanco         |
| UD Plus Ultra           |
| CD Valdehornillos       |
| CD Zoriteño             |

| Grupo 4                       |
| ----------------------------- |
| AD Jaraicejo                  |
| AD La Serradilla              |
| AD Majadas                    |
| AD U.D.A.                     |
| CP Moraleja Cahersa           |
| CF Piornal                    |
| Las Hurdes Destino Natural CF |
| AD Torrejoncillo              |
| CD Ciconia Negra B            |
| CP Hervás                     |
| Jarandilla CF                 |
| EF Almaraz                    |
| CF Villanueva                 |
| CP Losareño                   |

### Equipos 2016-17
| Grupo 1                    |
| -------------------------- |
| Athletic Valle AD          |
| CD Cabeza del Buey         |
| CD Castuera Subastacar B   |
| CD Monterrubio             |
| CD Zarceño                 |
| CPVO Monesterio            |
| CD San Marcos Almendralejo |
| CA Torremejia              |
| Real Higuera CF            |
| Solana UD                  |
| Sporting Malpartida        |
| UD Bienvenida              |
| UD Frexnense               |
| UP Segureña                |

| Grupo 2                      |
| ---------------------------- |
| AD Logrosán                  |
| AD Puebla de Alcocer         |
| AD Siruela                   |
| AP Fuenlabrada de los Montes |
| CD Esparragosa de Lares      |
| CD Gimnástico Don Benito     |
| CD Pedrusco de Garbayuela    |
| CD Torviscal                 |
| CD Valdehornillos            |
| CP Rena                      |
| CPVO San Bartolomé           |
| EFD Casas de Don Pedro       |
| Orellana Costa Dulce         |
| SP Herrera                   |
| UD La Cruz Villanovense      |
| Valdecaballeros UD           |

| Grupo 3                      |
| ---------------------------- |
| AD Obandina                  |
| AD Santa Quiteria            |
| AD Villar del Rey Industrial |
| CA Pueblonuevo B             |
| CD Atlético Romano           |
| CD Barbaño                   |
| CD Albuera-Faesal            |
| CF San Jorge                 |
| CP Valencia de Alcántara     |
| Codosera CF                  |
| EF Puebla de la Calzada B    |
| EF Peña El Valle             |
| Santa Teresa CD              |
| UD Montijo B                 |
| UD San Francisco de Olivenza |

| Grupo 4                     |
| --------------------------- |
| AD Peraleda de la Mata      |
| AD Valdefuentes             |
| CD Atlético San José Obrero |
| CD Almoharín                |
| CD Ciconia Negra            |
| CF Piornal                  |
| CP Brocense                 |
| CP Cabezuela                |
| CP Cumbreño                 |
| CP Hervás                   |
| CP Malpartida               |
| CP Imperio de Alcuescar     |

| Grupo 1                    |
| -------------------------- |
| Athletic Valle AD          |
| CD Cabeza del Buey         |
| CD Castuera Subastacar B   |
| CD Monterrubio             |
| CD Zarceño                 |
| CPVO Monesterio            |
| CD San Marcos Almendralejo |
| CA Torremejia              |
| Real Higuera CF            |
| Solana UD                  |
| Sporting Malpartida        |
| UD Bienvenida              |
| UD Frexnense               |
| UP Segureña                |

| Grupo 2                      |
| ---------------------------- |
| AD Logrosán                  |
| AD Puebla de Alcocer         |
| AD Siruela                   |
| AP Fuenlabrada de los Montes |
| CD Esparragosa de Lares      |
| CD Gimnástico Don Benito     |
| CD Pedrusco de Garbayuela    |
| CD Torviscal                 |
| CD Valdehornillos            |
| CP Rena                      |
| CPVO San Bartolomé           |
| EFD Casas de Don Pedro       |
| Orellana Costa Dulce         |
| SP Herrera                   |
| UD La Cruz Villanovense      |
| Valdecaballeros UD           |

| Grupo 3                      |
| ---------------------------- |
| AD Obandina                  |
| AD Santa Quiteria            |
| AD Villar del Rey Industrial |
| CA Pueblonuevo B             |
| CD Atlético Romano           |
| CD Barbaño                   |
| CD Albuera-Faesal            |
| CF San Jorge                 |
| CP Valencia de Alcántara     |
| Codosera CF                  |
| EF Puebla de la Calzada B    |
| EF Peña El Valle             |
| Santa Teresa CD              |
| UD Montijo B                 |
| UD San Francisco de Olivenza |

| Grupo 4                     |
| --------------------------- |
| AD Peraleda de la Mata      |
| AD Valdefuentes             |
| CD Atlético San José Obrero |
| CD Almoharín                |
| CD Ciconia Negra            |
| CF Piornal                  |
| CP Brocense                 |
| CP Cabezuela                |
| CP Cumbreño                 |
| CP Hervás                   |
| CP Malpartida               |
| CP Imperio de Alcuescar     |

### Equipos 2017-18
| Grupo 1              |
| -------------------- |
| A.D. Nuevo Plasencia |
| AGR.D. Valdefuentes  |
| C.D. Almoharin       |
| C.D. Atlético Tiétar |
| C.D. Navalmoral      |
| C.F. Jaraiz          |
| C.P. Alcuéscar       |
| C.P. Amanecer "B"    |
| C.P. Brocense        |
| C.P. Cabezuela       |
| C.P. Cumbreño        |
| C.P. Hervás          |

| Grupo 2                        |
| ------------------------------ |
| A.D. Puebla De Alcocer         |
| A.D. Siruela                   |
| A.P. Fuenlabrada De Los Montes |
| C.D. Cabeza Del Buey           |
| C.D. Castuera Subastacar "B"   |
| C.D. Esparragosa De Lares      |
| C.D. Pedrusco De Garbayuela    |
| C.D. Talarrubias               |
| C.PVO. San Bartolomé           |
| E.F.D. Casas De Don Pedro      |
| SP Castilblanco                |
| S.P. Herrera                   |
| Sporting Malpartida            |
| Valdecaballeros U.D.           |

| Grupo 3                    |
| -------------------------- |
| Athletic Valle A.D.        |
| CD San Marcos Almendralejo |
| C.D. Zarceño               |
| C.PVO. Gran Maestre        |
| D. Alfar-Salvatierra       |
| E.M.D. Solana              |
| Extremadura UD "C"         |
| Real Higuera C.F.          |
| U.D. Bienvenida            |
| U.D. Campillo              |
| U.D. Fornacense            |
| U.D. Zafra Atlético        |
| U.P. Segureña              |

| Grupo 4                           |
| --------------------------------- |
| A.D. Obandina                     |
| A.D. Santa Quiteria               |
| C.D. Gimnástico Don Benito        |
| C.D. Metelinense                  |
| C.D. Nueva Ciudad                 |
| C.D. Valdehornillo                |
| C.F. San Jorge                    |
| Codosera C.F                      |
| C.P. Valencia De Alcántara        |
| ESC.FUT. Puebla De La Calzada "B" |
| Trujillanos Club De Fútbol        |
| U.D. San Francisco De Olivenza    |
| U.P. Barbaño                      |

| Grupo 1              |
| -------------------- |
| A.D. Nuevo Plasencia |
| AGR.D. Valdefuentes  |
| C.D. Almoharin       |
| C.D. Atlético Tiétar |
| C.D. Navalmoral      |
| C.F. Jaraiz          |
| C.P. Alcuéscar       |
| C.P. Amanecer "B"    |
| C.P. Brocense        |
| C.P. Cabezuela       |
| C.P. Cumbreño        |
| C.P. Hervás          |

| Grupo 2                        |
| ------------------------------ |
| A.D. Puebla De Alcocer         |
| A.D. Siruela                   |
| A.P. Fuenlabrada De Los Montes |
| C.D. Cabeza Del Buey           |
| C.D. Castuera Subastacar "B"   |
| C.D. Esparragosa De Lares      |
| C.D. Pedrusco De Garbayuela    |
| C.D. Talarrubias               |
| C.PVO. San Bartolomé           |
| E.F.D. Casas De Don Pedro      |
| SP Castilblanco                |
| S.P. Herrera                   |
| Sporting Malpartida            |
| Valdecaballeros U.D.           |

| Grupo 3                    |
| -------------------------- |
| Athletic Valle A.D.        |
| CD San Marcos Almendralejo |
| C.D. Zarceño               |
| C.PVO. Gran Maestre        |
| D. Alfar-Salvatierra       |
| E.M.D. Solana              |
| Extremadura UD "C"         |
| Real Higuera C.F.          |
| U.D. Bienvenida            |
| U.D. Campillo              |
| U.D. Fornacense            |
| U.D. Zafra Atlético        |
| U.P. Segureña              |

| Grupo 4                           |
| --------------------------------- |
| A.D. Obandina                     |
| A.D. Santa Quiteria               |
| C.D. Gimnástico Don Benito        |
| C.D. Metelinense                  |
| C.D. Nueva Ciudad                 |
| C.D. Valdehornillo                |
| C.F. San Jorge                    |
| Codosera C.F                      |
| C.P. Valencia De Alcántara        |
| ESC.FUT. Puebla De La Calzada "B" |
| Trujillanos Club De Fútbol        |
| U.D. San Francisco De Olivenza    |
| U.P. Barbaño                      |

### Equipos 2018-19
| Grupo 1                        |
| ------------------------------ |
| A.D. Nuevo Plasencia           |
| C.D. Almoharín                 |
| C.D. Atlético Tiétar           |
| C.D. Navalmoral                |
| C.F. Casar de Cáceres          |
| C.F. Jaraíz                    |
| C.P. Alcuéscar                 |
| C.P. Brocense                  |
| C.P. Cabezuela                 |
| C.P. Cumbreño                  |
| C.P. Hervás                    |
| C.P. Losareño                  |
| C.P. Valencia de Alcántara     |
| Caceres F.C. Alba Smile Dental |

| Grupo 2                        |
| ------------------------------ |
| A.D. Puebla de Alcocer         |
| A.D. Siruela                   |
| A.P. Fuenlabrada De Los Montes |
| C.D. Cabeza Del Buey           |
| C.D. Castuera Subastacar "B"   |
| C.D. Esparragosa De Lares      |
| C.D. Monterrubio               |
| C.D. Pedrusco de Garbayuela    |
| C.D. Quintana                  |
| C.D. Talarrubias               |
| C.PVO. San Bartolomé           |
| E.F.D. Casas de Don Pedro      |
| SP Castilblanco                |
| S.P. Herrera                   |
| Sporting Malpartida            |
| Valdecaballeros U.D.           |

| Grupo 3                           |
| --------------------------------- |
| A.D. Logrosán                     |
| A.D. Obandina                     |
| A.D. Santa Quiteria               |
| C.D. La Roca                      |
| C.D. Metelinense                  |
| C.D. Nueva Ciudad                 |
| C.D. Torviscal                    |
| C.D. Valdehornillo                |
| Calamonte U.D.                    |
| Entrerríos F.C                    |
| ESC.FUT. Puebla de la Calzada "B" |
| Escuela Fútbol Peña El Valle      |
| Trujillanos Club de Fútbol        |
| U.D. Gargáligas                   |
| U.D. Plus Ultra                   |
| U.P. Barbaño                      |

| Grupo 4                        |
| ------------------------------ |
| Athletic Valle A.D.            |
| C.D. Calamonte                 |
| C.D. Usagre                    |
| C.D. Zarceño                   |
| C.F. San Jorge                 |
| C.PVO. Monesterio              |
| D. Alfar-Salvatierra           |
| E.M.D. Aceuchal                |
| E.M.D. Solana                  |
| Extremadura U.D. "C"           |
| Higuera C.F                    |
| U.D. Bienvenida                |
| U.D. Campillo                  |
| U.D. San Francisco de Olivenza |
| U.D. Zafra Atlético "B"        |
| U.P. Segureña                  |

| Grupo 1                        |
| ------------------------------ |
| A.D. Nuevo Plasencia           |
| C.D. Almoharín                 |
| C.D. Atlético Tiétar           |
| C.D. Navalmoral                |
| C.F. Casar de Cáceres          |
| C.F. Jaraíz                    |
| C.P. Alcuéscar                 |
| C.P. Brocense                  |
| C.P. Cabezuela                 |
| C.P. Cumbreño                  |
| C.P. Hervás                    |
| C.P. Losareño                  |
| C.P. Valencia de Alcántara     |
| Caceres F.C. Alba Smile Dental |

| Grupo 2                        |
| ------------------------------ |
| A.D. Puebla de Alcocer         |
| A.D. Siruela                   |
| A.P. Fuenlabrada De Los Montes |
| C.D. Cabeza Del Buey           |
| C.D. Castuera Subastacar "B"   |
| C.D. Esparragosa De Lares      |
| C.D. Monterrubio               |
| C.D. Pedrusco de Garbayuela    |
| C.D. Quintana                  |
| C.D. Talarrubias               |
| C.PVO. San Bartolomé           |
| E.F.D. Casas de Don Pedro      |
| SP Castilblanco                |
| S.P. Herrera                   |
| Sporting Malpartida            |
| Valdecaballeros U.D.           |

| Grupo 3                           |
| --------------------------------- |
| A.D. Logrosán                     |
| A.D. Obandina                     |
| A.D. Santa Quiteria               |
| C.D. La Roca                      |
| C.D. Metelinense                  |
| C.D. Nueva Ciudad                 |
| C.D. Torviscal                    |
| C.D. Valdehornillo                |
| Calamonte U.D.                    |
| Entrerríos F.C                    |
| ESC.FUT. Puebla de la Calzada "B" |
| Escuela Fútbol Peña El Valle      |
| Trujillanos Club de Fútbol        |
| U.D. Gargáligas                   |
| U.D. Plus Ultra                   |
| U.P. Barbaño                      |

| Grupo 4                        |
| ------------------------------ |
| Athletic Valle A.D.            |
| C.D. Calamonte                 |
| C.D. Usagre                    |
| C.D. Zarceño                   |
| C.F. San Jorge                 |
| C.PVO. Monesterio              |
| D. Alfar-Salvatierra           |
| E.M.D. Aceuchal                |
| E.M.D. Solana                  |
| Extremadura U.D. "C"           |
| Higuera C.F                    |
| U.D. Bienvenida                |
| U.D. Campillo                  |
| U.D. San Francisco de Olivenza |
| U.D. Zafra Atlético "B"        |
| U.P. Segureña                  |

### Equipos 2019-20
| Grupo 1                         |
| ------------------------------- |
| A.D. Ciudad de Plasencia        |
| A.D. Nuevo Plasencia            |
| A.D. San Jorge                  |
| A.D. Torrejoncillo              |
| Cáceres F.C.                    |
| C.D. Almoharín                  |
| C.D. Atlético Tiétar            |
| C.D. Cacereño Atlético Veracruz |
| C.D. Navalmoral                 |
| C.F. Casar de Cáceres           |
| C.P. Brocense                   |
| C.P. Cabezuela                  |
| C.P. Cumbreño                   |
| C.P. Hervás                     |

| Grupo 2                        |
| ------------------------------ |
| A.D. Puebla de Alcocer         |
| A.D. Siruela                   |
| A.P. Fuenlabrada De Los Montes |
| A.D. Logrosán                  |
| Athletic Valle A.D.            |
| C.D. Cabeza Del Buey           |
| C.D. Esparragosa De Lares      |
| C.D. Monterrubio               |
| C.D. Pedrusco de Garbayuela    |
| C.D. Quintana                  |
| C.D. Talarrubias               |
| C.PVO. San Bartolomé           |
| Orellana Costa Dulce           |
| S.P. Herrera                   |
| Sporting Malpartida            |
| Valdecaballeros U.D.           |

| Grupo 3                       |
| ----------------------------- |
| A.D. Obandina                 |
| A.D. Santa Quiteria           |
| C.D. Calamonte "B"            |
| C.D. La Roca                  |
| C.D. Metelinense              |
| C.D. Valdehornillo            |
| Entrerríos F.C                |
| ESC.FUT. Puebla de la Calzada |
| E.F. Emerita Augusta          |
| Escuela Fútbol Peña El Valle  |
| Sport Club La Garrovilla      |
| Trujillanos Club de Fútbol    |
| U.D. La Cruz Villanovense     |
| U.P. Barbaño                  |

| Grupo 4                           |
| --------------------------------- |
| A.F. Hernando de Soto             |
| C.PVO. Monesterio                 |
| Club Promesas Belenense           |
| EFI Real Almendralejo             |
| E.M.D. Aceuchal "B"               |
| E.M.D. Solana                     |
| ESC.FUT. Puebla de la Calzada "B" |
| Extremadura U.D. "C"              |
| Higuera C.F                       |
| Santa Teresa C.D.                 |
| U.D. Bienvenida                   |
| U.D. Fornacense                   |
| U.D. San Francisco de Olivenza    |
| U.P. Segureña                     |

| Grupo 1                         |
| ------------------------------- |
| A.D. Ciudad de Plasencia        |
| A.D. Nuevo Plasencia            |
| A.D. San Jorge                  |
| A.D. Torrejoncillo              |
| Cáceres F.C.                    |
| C.D. Almoharín                  |
| C.D. Atlético Tiétar            |
| C.D. Cacereño Atlético Veracruz |
| C.D. Navalmoral                 |
| C.F. Casar de Cáceres           |
| C.P. Brocense                   |
| C.P. Cabezuela                  |
| C.P. Cumbreño                   |
| C.P. Hervás                     |

| Grupo 2                        |
| ------------------------------ |
| A.D. Puebla de Alcocer         |
| A.D. Siruela                   |
| A.P. Fuenlabrada De Los Montes |
| A.D. Logrosán                  |
| Athletic Valle A.D.            |
| C.D. Cabeza Del Buey           |
| C.D. Esparragosa De Lares      |
| C.D. Monterrubio               |
| C.D. Pedrusco de Garbayuela    |
| C.D. Quintana                  |
| C.D. Talarrubias               |
| C.PVO. San Bartolomé           |
| Orellana Costa Dulce           |
| S.P. Herrera                   |
| Sporting Malpartida            |
| Valdecaballeros U.D.           |

| Grupo 3                       |
| ----------------------------- |
| A.D. Obandina                 |
| A.D. Santa Quiteria           |
| C.D. Calamonte "B"            |
| C.D. La Roca                  |
| C.D. Metelinense              |
| C.D. Valdehornillo            |
| Entrerríos F.C                |
| ESC.FUT. Puebla de la Calzada |
| E.F. Emerita Augusta          |
| Escuela Fútbol Peña El Valle  |
| Sport Club La Garrovilla      |
| Trujillanos Club de Fútbol    |
| U.D. La Cruz Villanovense     |
| U.P. Barbaño                  |

| Grupo 4                           |
| --------------------------------- |
| A.F. Hernando de Soto             |
| C.PVO. Monesterio                 |
| Club Promesas Belenense           |
| EFI Real Almendralejo             |
| E.M.D. Aceuchal "B"               |
| E.M.D. Solana                     |
| ESC.FUT. Puebla de la Calzada "B" |
| Extremadura U.D. "C"              |
| Higuera C.F                       |
| Santa Teresa C.D.                 |
| U.D. Bienvenida                   |
| U.D. Fornacense                   |
| U.D. San Francisco de Olivenza    |
| U.P. Segureña                     |

### Equipos 2020-21
| Grupo 1                          |
| -------------------------------- |
| A.D. Puente San Francisco        |
| C.P. Cumbreño                    |
| C.F. Casar de Cáceres Sotobosque |
| C.D. Cacereño Atlético Veracruz  |
| C.P. Cabezuela                   |
| C.D. Navalmoral                  |
| A.D. Torrejoncillo               |
| C.P. Navaconcejo                 |

| Grupo 2             |
| ------------------- |
| S.P. Herrera        |
| C.P. San Bartolomé  |
| C.D. Valdehornillo  |
| Entrerrios F.C.     |
| C.D. Quintana       |
| A.D. Siruela        |
| Sporting Malpartida |

| Grupo 3                   |
| ------------------------- |
| Santa Teresa C.D.         |
| A.P. Santa Isabel         |
| E.M.D. Aceuchal "B"       |
| C.P. Monesterio           |
| E.F. Puebla de la Calzada |

| Grupo 4                       |
| ----------------------------- |
| C.F. Pizarro                  |
| E.F. Puebla de la Calzada "B" |
| Escuela Fútbol Peña El Valle  |
| A.D. Obandina                 |
| Atlético Vivero F.C.          |
| Sport Club La Garrovilla      |
| C.D. La Roca                  |
| Calamonte U.D. "B"            |
| U.P. Barbaño                  |
| E.F. Emerita Augusta          |
| E.M.D.Solana                  |
| Trujillanos C.F.              |

| Grupo 1                          |
| -------------------------------- |
| A.D. Puente San Francisco        |
| C.P. Cumbreño                    |
| C.F. Casar de Cáceres Sotobosque |
| C.D. Cacereño Atlético Veracruz  |
| C.P. Cabezuela                   |
| C.D. Navalmoral                  |
| A.D. Torrejoncillo               |
| C.P. Navaconcejo                 |

| Grupo 2             |
| ------------------- |
| S.P. Herrera        |
| C.P. San Bartolomé  |
| C.D. Valdehornillo  |
| Entrerrios F.C.     |
| C.D. Quintana       |
| A.D. Siruela        |
| Sporting Malpartida |

| Grupo 3                   |
| ------------------------- |
| Santa Teresa C.D.         |
| A.P. Santa Isabel         |
| E.M.D. Aceuchal "B"       |
| C.P. Monesterio           |
| E.F. Puebla de la Calzada |

| Grupo 4                       |
| ----------------------------- |
| C.F. Pizarro                  |
| E.F. Puebla de la Calzada "B" |
| Escuela Fútbol Peña El Valle  |
| A.D. Obandina                 |
| Atlético Vivero F.C.          |
| Sport Club La Garrovilla      |
| C.D. La Roca                  |
| Calamonte U.D. "B"            |
| U.P. Barbaño                  |
| E.F. Emerita Augusta          |
| E.M.D.Solana                  |
| Trujillanos C.F.              |

### Equipos 2021-22
| Grupo 1                          |
| -------------------------------- |
| A.D. Puente San Francisco        |
| C.F. Casar de Caceres Sotobosque |
| C.P. Torreorgaz                  |
| C.P. Cacereño "B"                |
| C.P. Cumbreño                    |
| Moralo C.P. "B"                  |
| A.D. Torrejoncillo               |
| Las Hurdes Destino Natural C.F.  |
| C.D. Cacereño Atl. Veracruz      |
| C.P. Brocense                    |
| C.F. Trujillo "B"                |
| C.F. Jerte                       |
| C.F. Verato                      |
| C.D. Atlético Tiétar             |

| Grupo 2                        |
| ------------------------------ |
| C.D. Quintana                  |
| S.D. Herrera                   |
| Olympic Peleño C.F.            |
| A.P. Fuenlabrada de los Montes |
| C.D. Talarrubias               |
| Orellana Costa Dulce           |
| C.P. San Bartolomé             |
| Sporting Malpartida            |
| A.D. Siruela                   |
| Athletic Valle A.D.            |
| C.D. Pedrusco de Garbayuela    |
| C.D. Esparragosa de Lares      |

| Grupo 3                       |
| ----------------------------- |
| Atlético Vivero F.C.          |
| C.D. Valdehornillos           |
| C.D. Racing Mérida City F.C.  |
| Entrerríos F.C.               |
| C.D. Zarceño                  |
| A.D. Talleres Anglo           |
| C.F. Pizarro                  |
| Trujillanos C.F.              |
| E.F. Emérita Augusta          |
| C.D. La Haba                  |
| C.D. Almoharín                |
| Escuela De Fútbol Vegas Altas |

| Grupo 4                          |
| -------------------------------- |
| S.P. Ribereña                    |
| S.P. Villafranca "B"             |
| U.D. Bienvenida                  |
| U.D. Fornacense                  |
| C.D. Berlanga                    |
| Higuera C.F.                     |
| U.P. Segureña                    |
| C.P. Belenense                   |
| E.M.D. Aceuchal "B"              |
| A.F. Hernando de Soto            |
| Athletic Fregenal                |
| C.D. Racing Mérida City F.C. "B" |

| Grupo 5                        |
| ------------------------------ |
| U.P. Barbaño                   |
| U.D. San Francisco de Olivenza |
| A.P. Santa Isabel              |
| C.D. La Roca                   |
| Valdebótoa C.F.                |
| A.D. Obandina                  |
| U.D. Montijo "B"               |
| E.F. Peña El Valle             |
| C.F. San Jorge                 |
| E.F. Puebla de la Calzada "B"  |
| C.D. La Albuera-Faesal         |

| Grupo 1                          |
| -------------------------------- |
| A.D. Puente San Francisco        |
| C.F. Casar de Caceres Sotobosque |
| C.P. Torreorgaz                  |
| C.P. Cacereño "B"                |
| C.P. Cumbreño                    |
| Moralo C.P. "B"                  |
| A.D. Torrejoncillo               |
| Las Hurdes Destino Natural C.F.  |
| C.D. Cacereño Atl. Veracruz      |
| C.P. Brocense                    |
| C.F. Trujillo "B"                |
| C.F. Jerte                       |
| C.F. Verato                      |
| C.D. Atlético Tiétar             |

| Grupo 2                        |
| ------------------------------ |
| C.D. Quintana                  |
| S.D. Herrera                   |
| Olympic Peleño C.F.            |
| A.P. Fuenlabrada de los Montes |
| C.D. Talarrubias               |
| Orellana Costa Dulce           |
| C.P. San Bartolomé             |
| Sporting Malpartida            |
| A.D. Siruela                   |
| Athletic Valle A.D.            |
| C.D. Pedrusco de Garbayuela    |
| C.D. Esparragosa de Lares      |

| Grupo 3                       |
| ----------------------------- |
| Atlético Vivero F.C.          |
| C.D. Valdehornillos           |
| C.D. Racing Mérida City F.C.  |
| Entrerríos F.C.               |
| C.D. Zarceño                  |
| A.D. Talleres Anglo           |
| C.F. Pizarro                  |
| Trujillanos C.F.              |
| E.F. Emérita Augusta          |
| C.D. La Haba                  |
| C.D. Almoharín                |
| Escuela De Fútbol Vegas Altas |

| Grupo 4                          |
| -------------------------------- |
| S.P. Ribereña                    |
| S.P. Villafranca "B"             |
| U.D. Bienvenida                  |
| U.D. Fornacense                  |
| C.D. Berlanga                    |
| Higuera C.F.                     |
| U.P. Segureña                    |
| C.P. Belenense                   |
| E.M.D. Aceuchal "B"              |
| A.F. Hernando de Soto            |
| Athletic Fregenal                |
| C.D. Racing Mérida City F.C. "B" |

| Grupo 5                        |
| ------------------------------ |
| U.P. Barbaño                   |
| U.D. San Francisco de Olivenza |
| A.P. Santa Isabel              |
| C.D. La Roca                   |
| Valdebótoa C.F.                |
| A.D. Obandina                  |
| U.D. Montijo "B"               |
| E.F. Peña El Valle             |
| C.F. San Jorge                 |
| E.F. Puebla de la Calzada "B"  |
| C.D. La Albuera-Faesal         |

### Equipos 2022-23
| Grupo 1                         |
| ------------------------------- |
| C.F. Piornal                    |
| C.P. Cabezuela                  |
| C.P. Torreorgaz                 |
| C.D. Coria "B"                  |
| U.D. Aceituna                   |
| A.D. Torrejoncillo              |
| Las Hurdes Destino Natural C.F. |
| Norte de Extremadura Academii   |
| C.P. Brocense                   |
| C.F. Jerte                      |
| C.F. Verato                     |
| C.D. Atlético Tiétar            |

| Grupo 2                           |
| --------------------------------- |
| C.D. Alconchel                    |
| A.D. Ciudad Villanueva del Fresno |
| C.D. Don Bosco                    |
| Escuela de Fútbol Peña El Valle   |
| A.D. Hispanolusa Fibraclim        |
| C.D. La Albuera-Faesal            |
| C.D. La Roca                      |
| Valdebotoa C.F.                   |
| A.D. Obandina                     |
| U.D. San Francisco de Olivenza    |
| A.P. Santa Isabel                 |
| A.D. Villar del Rey Industrial    |

| Grupo 3                  |
| ------------------------ |
| A.D. Santa Quiteria      |
| Alanfruits Alange C.D.   |
| Atlético Torremejía C.F. |
| U.P. Barbaño             |
| C.D. Almoharín           |
| C.D. Zarceño             |
| C.D. Don Álvaro "B"      |
| E.F. Emérita Augusta     |
| C.D. Madroñera Olimpia   |
| C.D. Metelinense         |
| A.D. Talleres Anglo      |
| Trujillanos C.F.         |

| Grupo 4                        |
| ------------------------------ |
| Athletic Valle A.D.            |
| C.D. La Haba                   |
| C.D. Talarrubias               |
| C.D. Esparragosa de Lares      |
| A.P. Fuenlabrada de los Montes |
| Olympic Peleño C.F.            |
| Orellana Costa Dulce           |
| C.P. San Bartolomé             |
| A.D. Siruela                   |
| S.P. Herrera                   |
| Sporting Malpartida            |
| C.D. Torviscal                 |
| A.D. Zurbarán                  |

| Grupo 5               |
| --------------------- |
| S.P. Ribereña         |
| S.P. Villafranca "B"  |
| U.D. Bienvenida       |
| U.D. Fornacense       |
| C.D. Berlanga         |
| C.D. Corte de Peleas  |
| C.D. Extremadura 1924 |
| U.P. Segureña         |
| C.P. Belenense        |
| E.M.D. Aceuchal "B"   |
| A.F. Hernando de Soto |
| Athletic Fregenal     |

| Grupo 1                         |
| ------------------------------- |
| C.F. Piornal                    |
| C.P. Cabezuela                  |
| C.P. Torreorgaz                 |
| C.D. Coria "B"                  |
| U.D. Aceituna                   |
| A.D. Torrejoncillo              |
| Las Hurdes Destino Natural C.F. |
| Norte de Extremadura Academii   |
| C.P. Brocense                   |
| C.F. Jerte                      |
| C.F. Verato                     |
| C.D. Atlético Tiétar            |

| Grupo 2                           |
| --------------------------------- |
| C.D. Alconchel                    |
| A.D. Ciudad Villanueva del Fresno |
| C.D. Don Bosco                    |
| Escuela de Fútbol Peña El Valle   |
| A.D. Hispanolusa Fibraclim        |
| C.D. La Albuera-Faesal            |
| C.D. La Roca                      |
| Valdebotoa C.F.                   |
| A.D. Obandina                     |
| U.D. San Francisco de Olivenza    |
| A.P. Santa Isabel                 |
| A.D. Villar del Rey Industrial    |

| Grupo 3                  |
| ------------------------ |
| A.D. Santa Quiteria      |
| Alanfruits Alange C.D.   |
| Atlético Torremejía C.F. |
| U.P. Barbaño             |
| C.D. Almoharín           |
| C.D. Zarceño             |
| C.D. Don Álvaro "B"      |
| E.F. Emérita Augusta     |
| C.D. Madroñera Olimpia   |
| C.D. Metelinense         |
| A.D. Talleres Anglo      |
| Trujillanos C.F.         |

| Grupo 4                        |
| ------------------------------ |
| Athletic Valle A.D.            |
| C.D. La Haba                   |
| C.D. Talarrubias               |
| C.D. Esparragosa de Lares      |
| A.P. Fuenlabrada de los Montes |
| Olympic Peleño C.F.            |
| Orellana Costa Dulce           |
| C.P. San Bartolomé             |
| A.D. Siruela                   |
| S.P. Herrera                   |
| Sporting Malpartida            |
| C.D. Torviscal                 |
| A.D. Zurbarán                  |

| Grupo 5               |
| --------------------- |
| S.P. Ribereña         |
| S.P. Villafranca "B"  |
| U.D. Bienvenida       |
| U.D. Fornacense       |
| C.D. Berlanga         |
| C.D. Corte de Peleas  |
| C.D. Extremadura 1924 |
| U.P. Segureña         |
| C.P. Belenense        |
| E.M.D. Aceuchal "B"   |
| A.F. Hernando de Soto |
| Athletic Fregenal     |

## Temporada 2023-24
| Grupo 1                          |
| -------------------------------- |
| U. D. Aceituna                   |
| C. P. Cabezuela                  |
| A. D. Puente San Francisco       |
| C. F. Piornal                    |
| C. P. Brocense                   |
| C. F. Jerte                      |
| Norte de Extremadura Academii    |
| C. D. Coria "B"                  |
| C. F. Verato                     |
| C. D. Atlético Tiétar            |
| A. D. San Jorge                  |
| C. D. Cacereño Veracruz          |
| Las Hurdes Destino Natural C. F. |

| Grupo 2                            |
| ---------------------------------- |
| Valdebotoa C. F.                   |
| U. D. San Francisco de Olivenza    |
| A. D. Ciudad Villanueva del Fresno |
| A. P. Santa Isabel                 |
| C. D. La Albuera-Faesal            |
| C. D. La Roca                      |
| A. D. Villar del Rey Industrial    |
| E. F. Peña El Valle                |
| A. D. Obandina                     |
| C. D. Badajoz "B"                  |
| C. D. Olivenza U. D.               |
| Fútbol Playa Badajoz C. D.         |
| C. D. Alconchel                    |

| Grupo 3                 |
| ----------------------- |
| C. D. Zarceño           |
| Alanfruits Alange C. D. |
| C. D. Don Álvaro "B"    |
| C. D. Metelinense       |
| A. D. Santa Quiteria    |
| Trujillanos C. F.       |
| C. D. Almoharín         |
| C. D. Madroñera Olimpia |
| C. D. Valdehornillos    |
| C. D. Alcuéscar         |
| C. D. La Haba           |
| U. D. Plus Ultra        |
| U. P. Barbaño           |

| Grupo 4                         |
| ------------------------------- |
| C. P. Valdivia                  |
| C. D. Talarrubias               |
| A. D. Zurbarán                  |
| C. D. Orellana Costa Dulce      |
| A. D. Siruela                   |
| Athletic Valle A. D.            |
| C. D. Esparragosa de Lares      |
| C. D. Torviscal                 |
| S. P. Herrera                   |
| C. D. Ilipense Zalamea          |
| C. P. San Bartolomé             |
| A. P. Fuenlabrada de los Montes |
| Sporting Malpartida             |

| Grupo 5                   |
| ------------------------- |
| C. P. Belenense           |
| C. D. Berlanga            |
| U. D. Bienvenida          |
| E. M. D. Aceuchal "B"     |
| C. P. Monesterio          |
| U. D. Fornacense          |
| C. D. Corte de Peleas     |
| Higuera C. F.             |
| Athletic Fregenal         |
| C. D. Oliva 2023          |
| A. F. Hernando de Soto    |
| Atlético Torremejía C. F. |
| E. F. Emérita Augusta     |

Fuente: Federación Extremeña de Fútbol.

## Campeones
| Temporada | Grupo I                          | Grupo II           | Grupo III                      | Grupo IV                   | Grupo V               |
| --------- | -------------------------------- | ------------------ | ------------------------------ | -------------------------- | --------------------- |
| 2011-12   | C.D. San Serván                  | Olivenza F.C.      | C.D. Talarrubias               | Jarandilla C.F.            | No hubo grupo V       |
| 2012-13   | C.D. Badajoz                     | U.D. Fornacense    | C.P. Rena                      | C.P. Moraleja Cahersa      | No hubo grupo V       |
| 2013-14   | A.D. Santa Quiteria              | S.P. Ribereña      | C.D. Ilipense-Zalamea Surocer  | C.D. Navalmoral            | No hubo grupo V       |
| 2014-15   | C.D. Badajoz "B"                 | C.D. Berlanga      | C.D. Valdehornillo             | C.F. Jaraíz                | No hubo grupo V       |
| 2015-16   | A.D. Lobón                       | C.P Gran Maestre   | U.D. Plus Ultra                | C.D. Valdehornillo         | C.P. Moraleja Cahersa |
| 2016-17   | U.D. Frexnense                   | C.D. Torviscal     | C.D. La Albuera-Faesal         | C.P. Hervás                | No hubo grupo V       |
| 2017-18   | C.P. Alcuescar                   | C.P. San Bartolomé | U.D. Fornacense                | C.D. Gimnástico Don Benito | No hubo grupo V       |
| 2018-19   | Cáceres F.C.                     | S.P. Herrera       | Calamonte U.D.                 | C.D. Zarceño               | No hubo grupo V       |
| 2019-20   | Cáceres F.C.                     | C.D. Monterrubio   | E.F. Puebla de la Calzada      | Extremadura U.D. "C"       | No hubo grupo V       |
| 2020-21   | C.P. Cabezuela                   | C.D. Quintana      | E.F. Puebla de la Calzada      | S.C. La Garrovilla         | No hubo grupo V       |
| 2021-22   | C.F. Casar de Cáceres Sotobosque | C.D. Quintana      | C.D. Valdehornillo             | Higuera C.F                | C.F. San Jorge        |
| 2022-23   | C.D. Torreorgaz                  | C.P. Don Bosco     | E.F. Emerita Augusta           | Olympic Peleño C.F.        | C.D. Extremadura 1924 |
| 2023-24   | C.P. Cabezuela                   | C.D. Badajoz "B"   | C.D. Zarceño                   | C.P. Valdivia              | U.D. Bienvenida       |
| 2024-25   | C.F. Piornal                     | C.P. Valdivia      | A.D. Villar del Rey Industrial | Miajadas C.F.              | A.D. Mérida Promesas  |

- Con motivo de la Pandemia del Covid 19, la temporada 2019-2020 quedó suspendida en la jornada 20.

### Otras Divisiones
| 1ª | Primera División de España |  |
| 2ª | Segunda División de España |  |
| 3ª | Primera División RFEF      |  |
| 4ª | Segunda División RFEF      |  |
| 5ª | Tercera División RFEF      |  |
| 6ª | Primera División Extremeña |  |